# HiWish

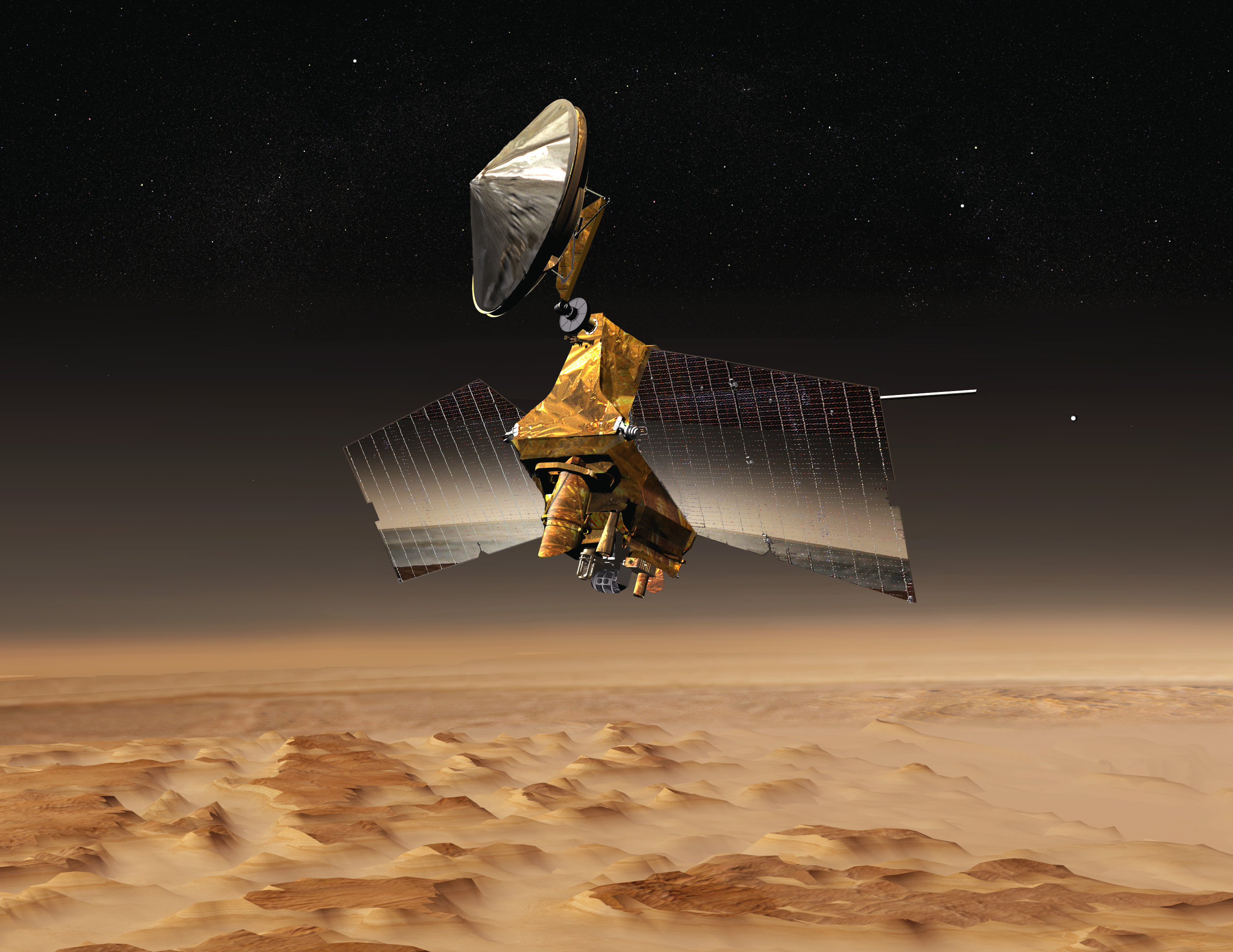
Орбітальний апарат Mars Reconnaissance Orbiter.

HiWish — програма NASA, відповідно до якої будь-який бажаючий може висловити побажання співробітникам NASA сфотографувати ту чи іншу ділянку поверхні Марса. Програма HiWish стартувала в січні 2010 року. Перші знімки в рамках програми були отримані в квітні 2010 року. З початку запуску програми надійшло понад 7000 пропозицій. Станом на березень 2016 року було зроблено 4224 знімки.
Фотозйомку поверхні проводить орбітальний апарат Mars Reconnaissance Orbiter камерою з високою роздільною здатністю HiRISE, максимальна роздільна здатність знімків якої досягає 25 см на піксель. Через таких можливостей і широкої доступності отриманих знімків практично відразу після отримання, камера HiRISE отримала прізвисько «Народна» (The People's Camera).
Висловити побажання про зняття тієї чи іншу ділянку поверхні Марса в рамках програми HiWish можна на сайті http://www.uahirise.org/hiwish [Архівовано 24 квітня 2017 у Wayback Machine.]

## Галерея
Знімки зроблені за допомогою проєкту HiWish:

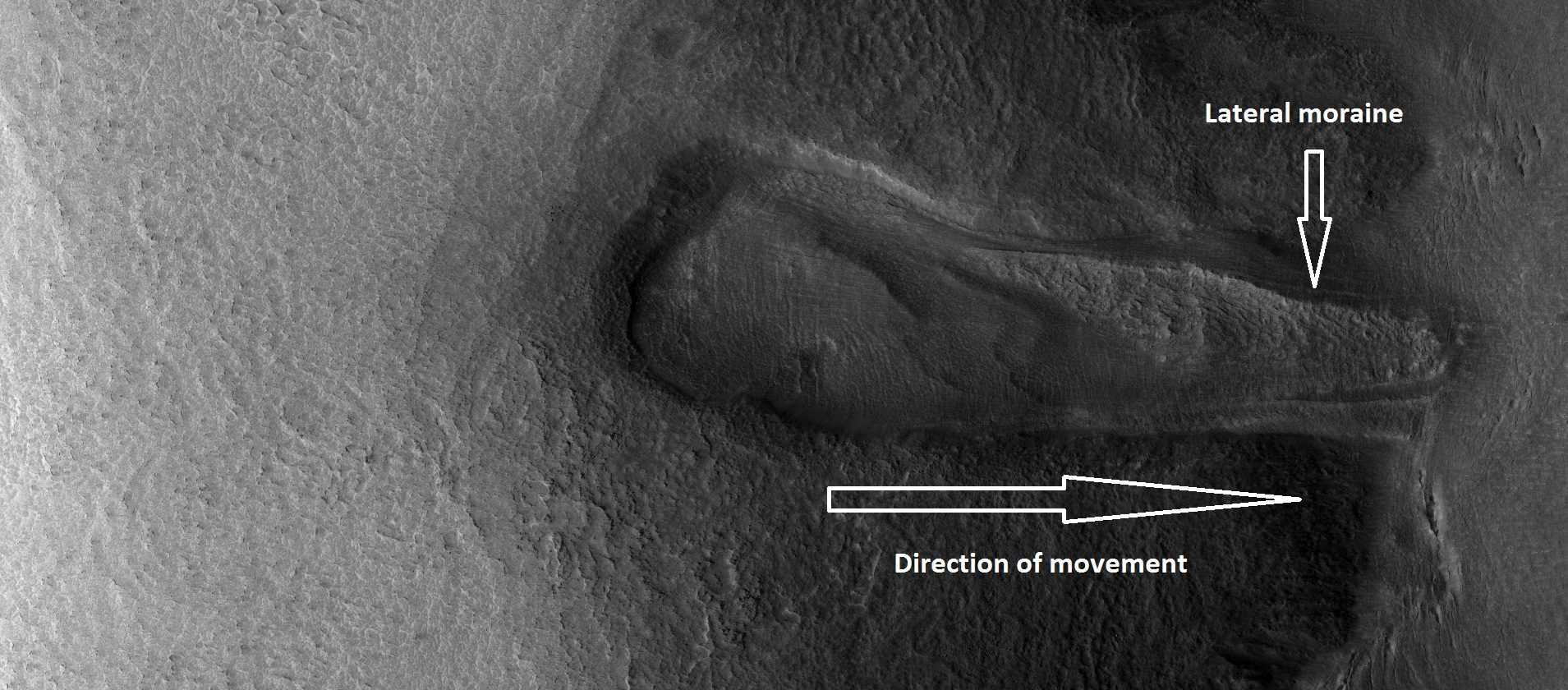
Марсіанський льодовик
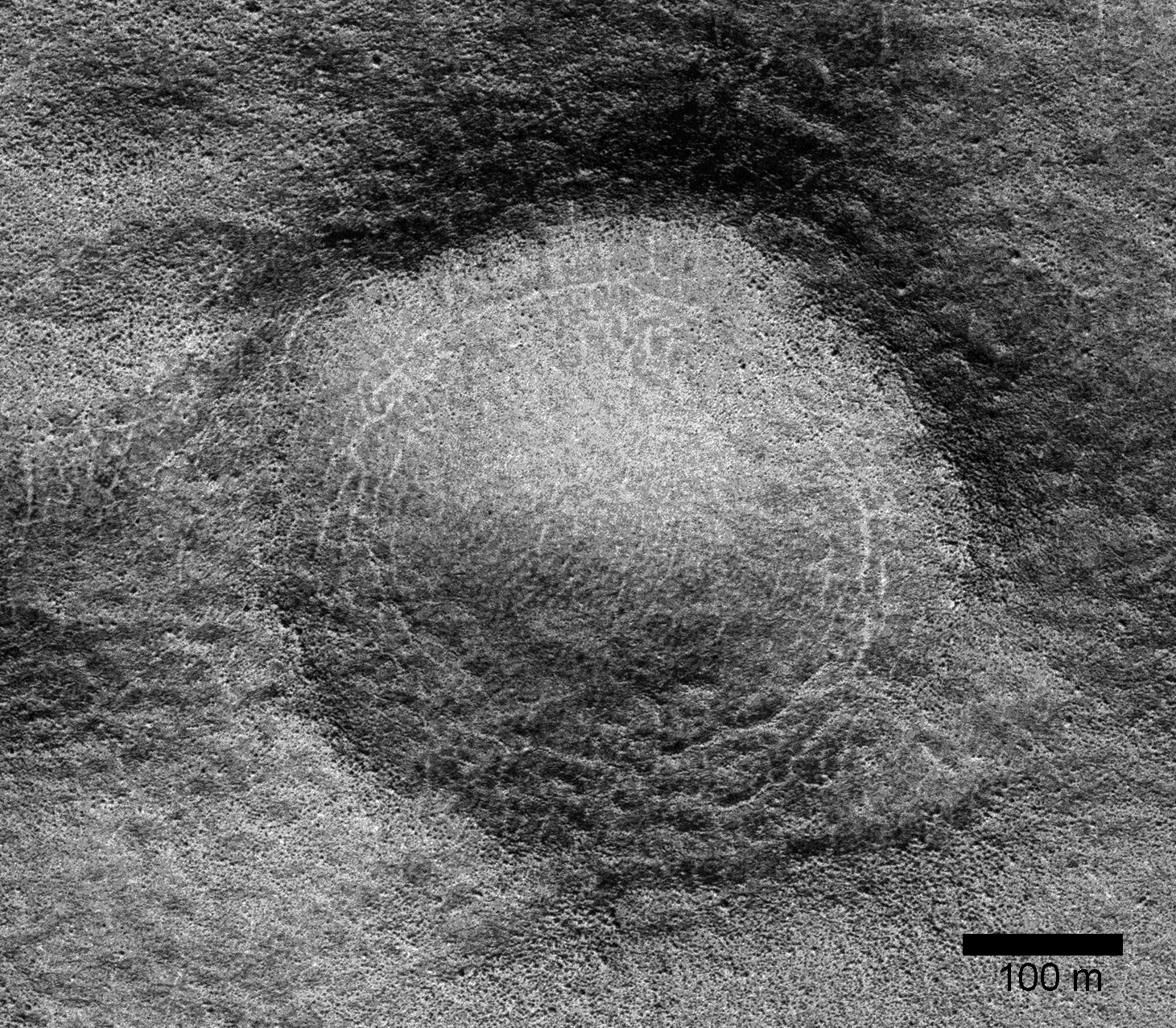
Можливий гадролаколіт
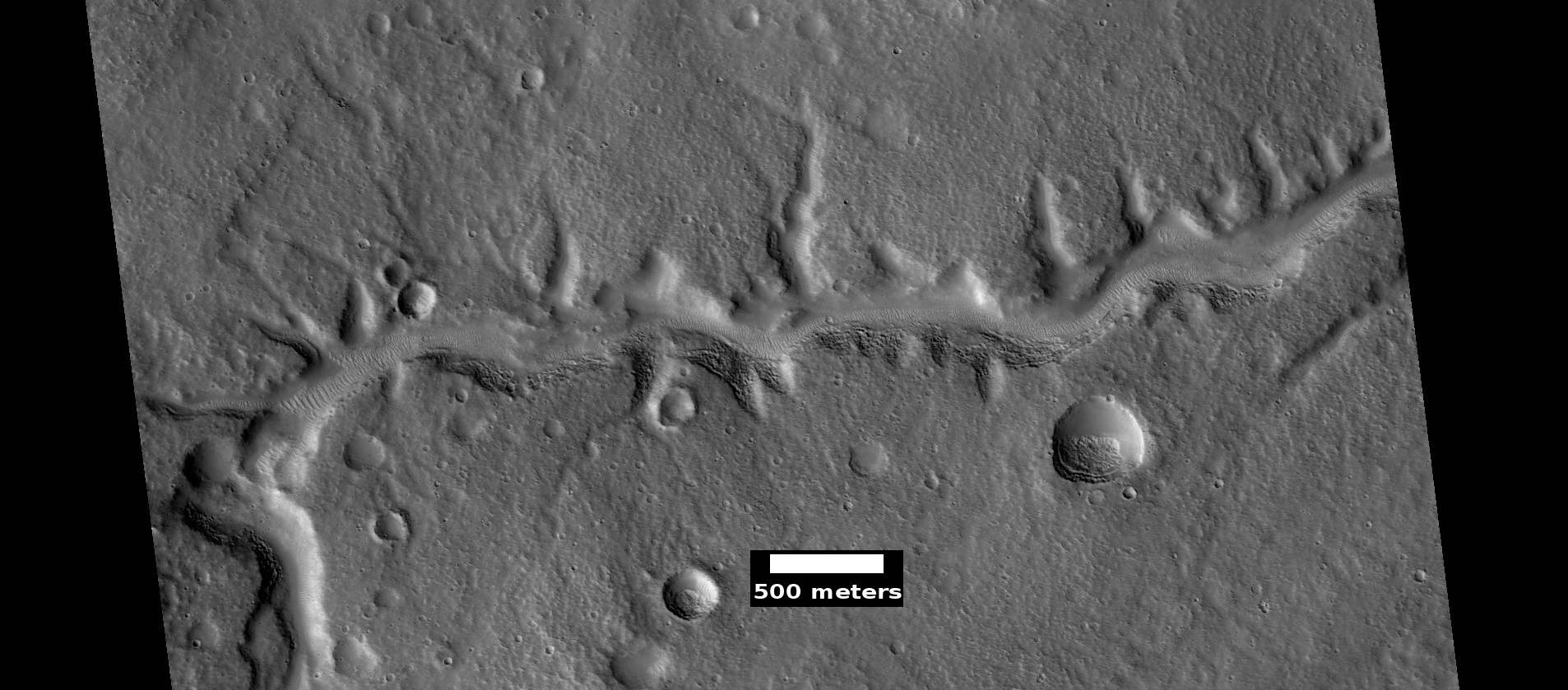
Русло колишньої річки
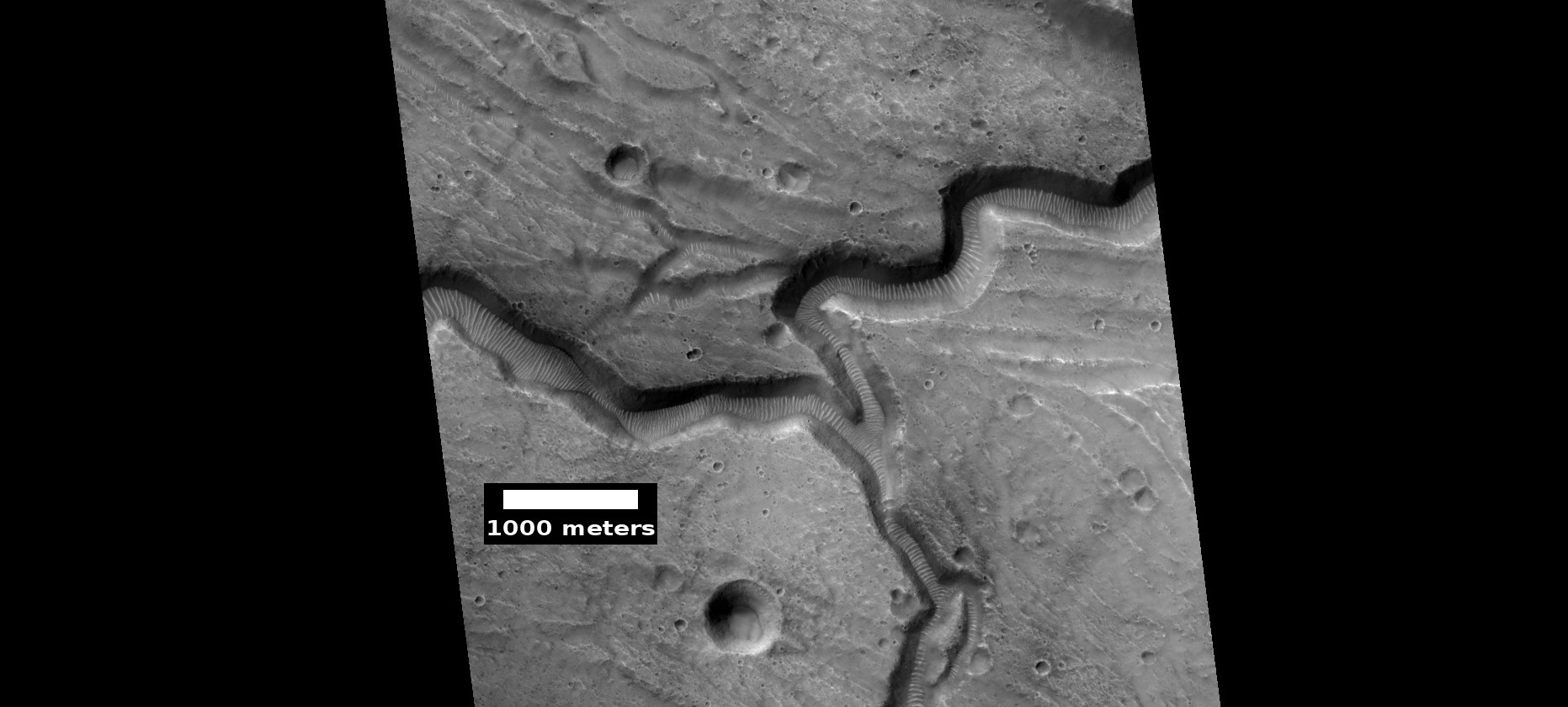
Річкова долина
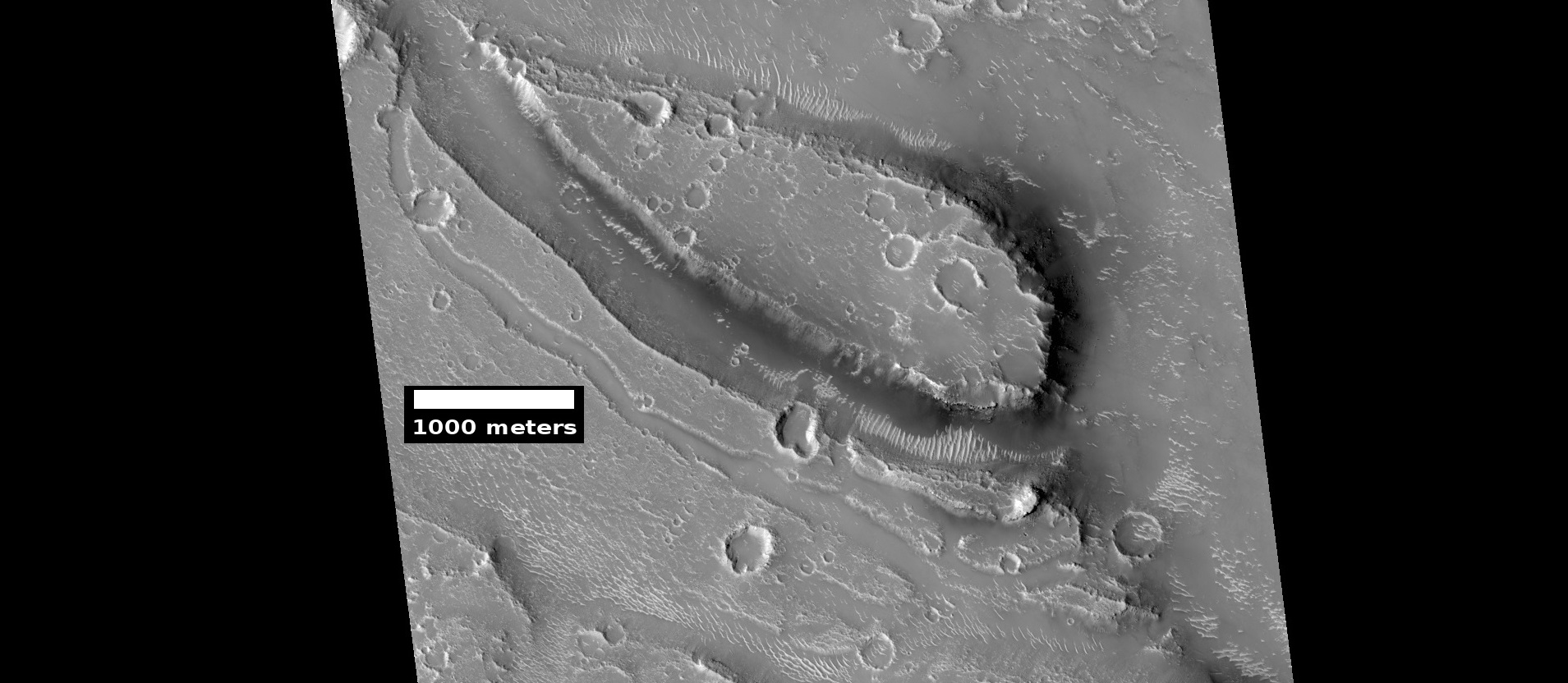
Рельєф, що міг бути створений тільки давньою річкою
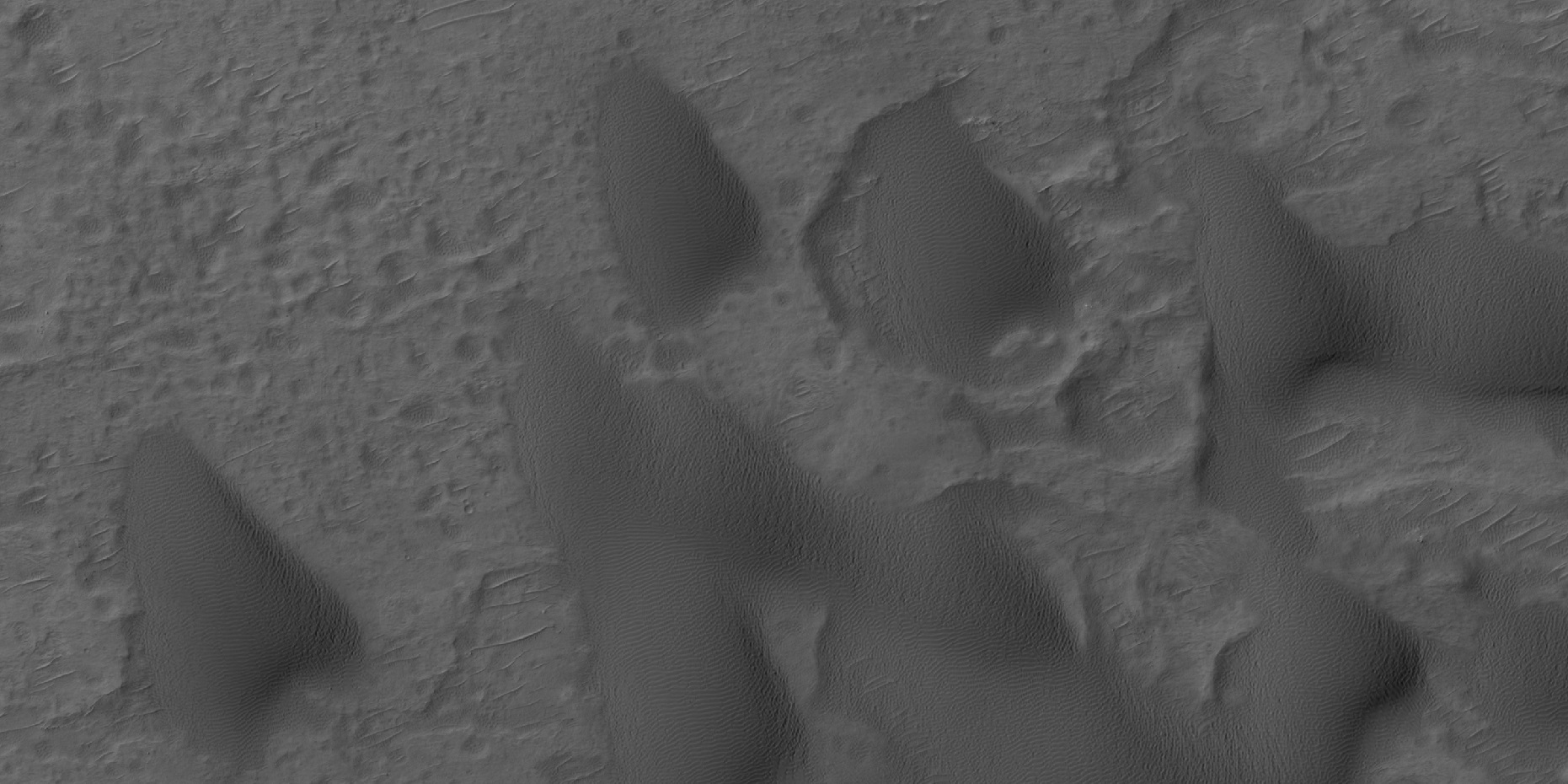
Піщані дюни
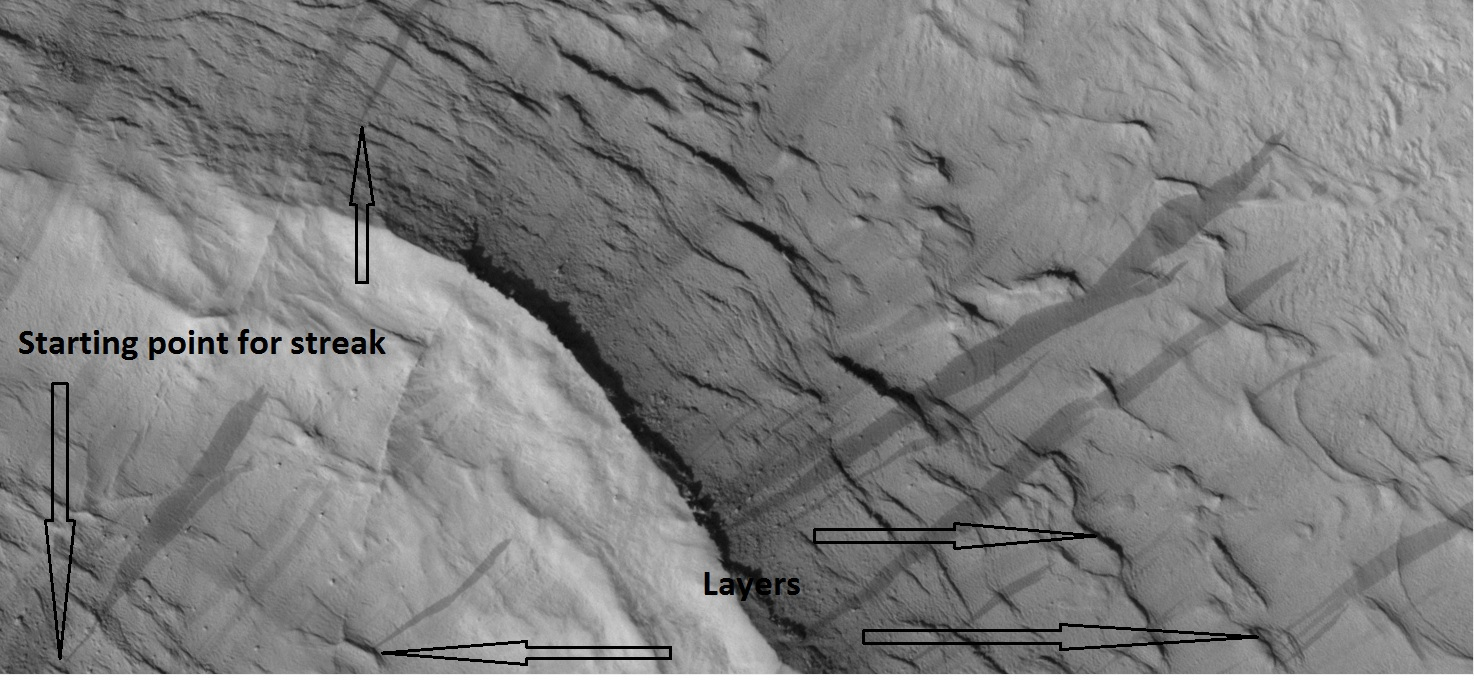
Темні смуги
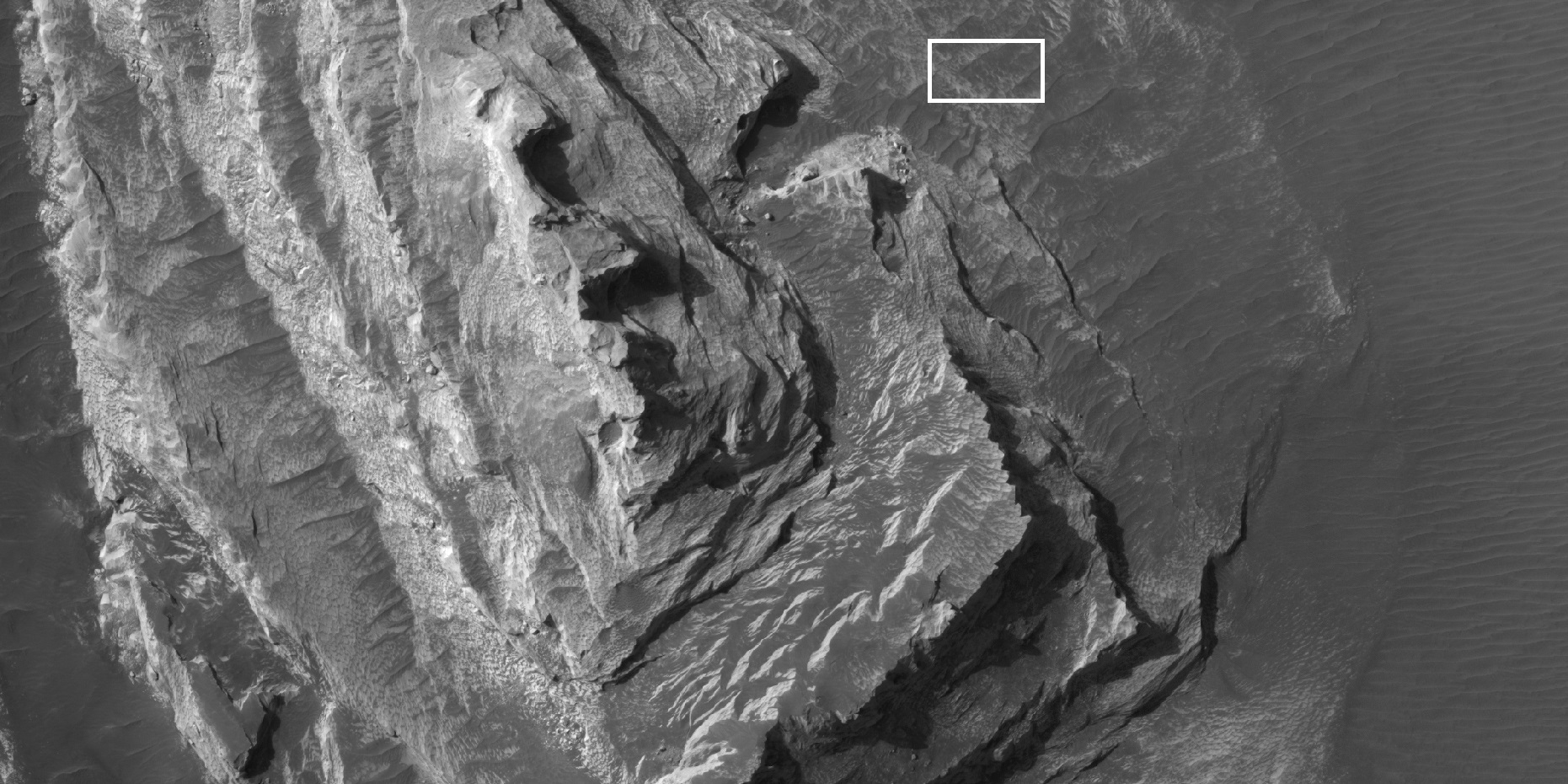
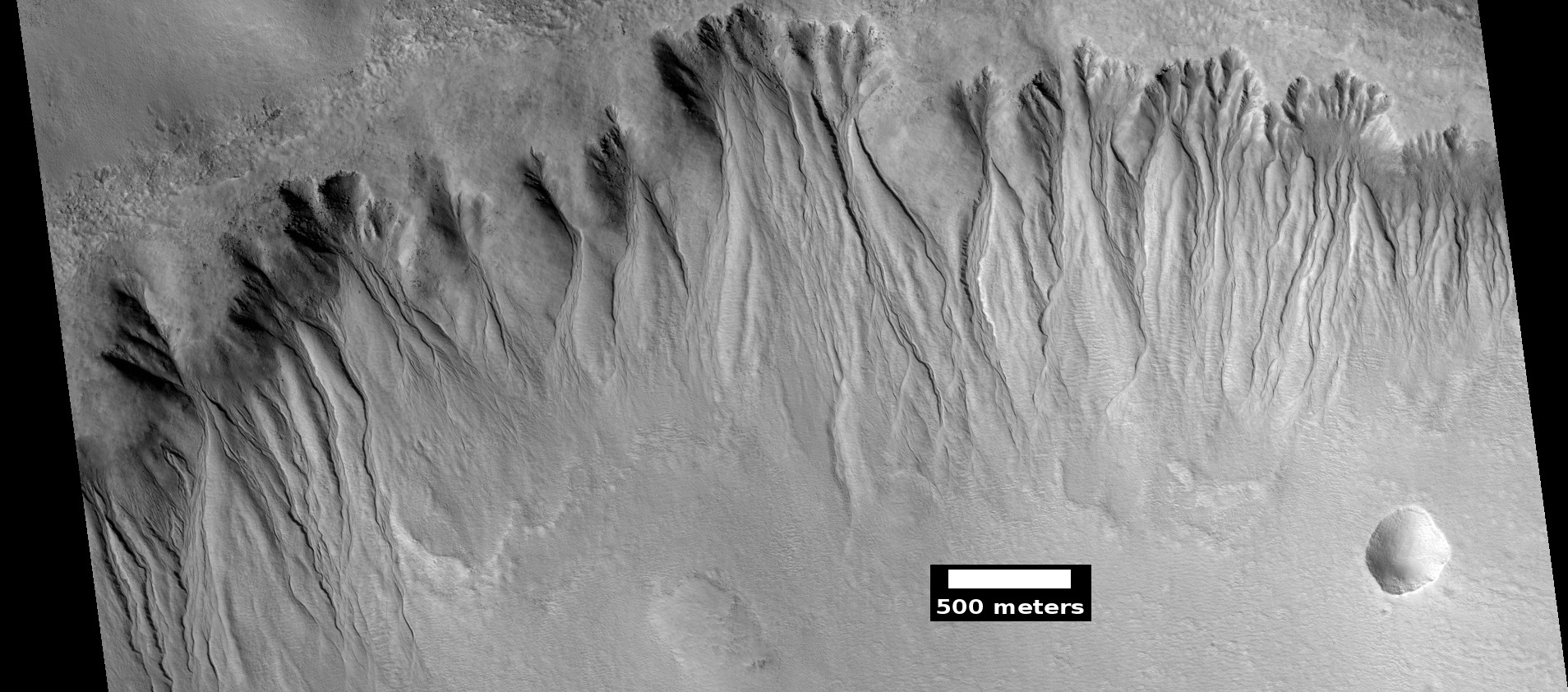
Яри у квадранглі Mare Acidalium
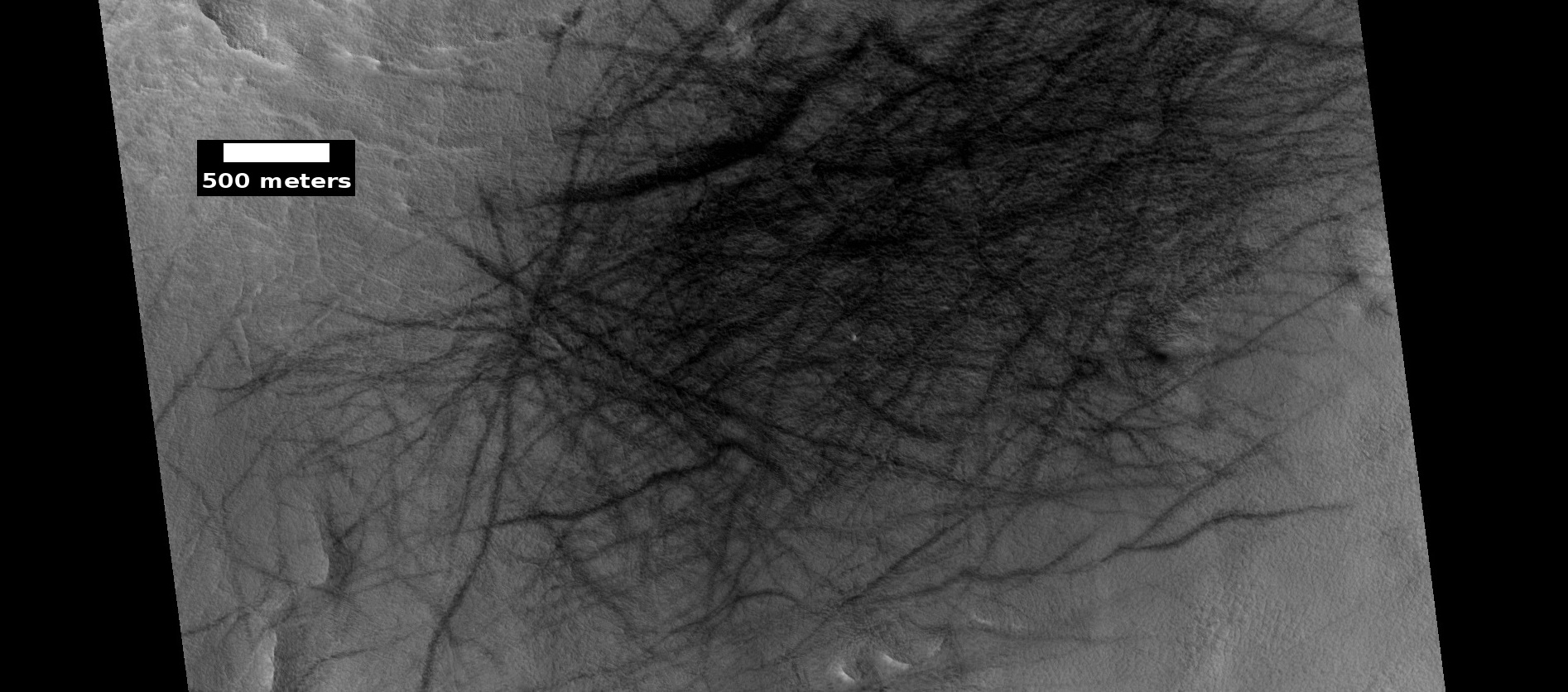
Сліди пилових вихорів